# Monarca de les Palau
El monarca de les Palau (Myiagra erythrops) és un ocell de la família dels monàrquids (Monarchidae).

## Hàbitat i distribució
Viu entre la malesa del bosc i manglars de les illes Palau.